# Martinettes
Pour les articles homonymes, voir Martinette.
La Martinettes est une  rivière du sud-ouest de la France et un affluent de la Livenne.

## Géographie
De 13,3 km de longueur, la Martinettes est une rivière de la rive droite de la Livenne, qui prend sa source sur la commune de Saint-Savin sous le nom de ruisseau du capd'avias et se jette dans la Livenne sur la commune d'Étauliers en Gironde.

## Département et communes traversées
- Gironde : Donnezac, Cartelègue, Campugnan, Reignac, Saugon, Étauliers, Saint-Savin.

## Principaux affluents
- Ruisseau de Bourdillas : 2,6 km
- Ruisseau du Serpolet  : 5,4 km